# كولن سميث (لاعب هوكي الجليد)
كولن سميث (بالإنجليزية: Colin Smith)‏ (و. 1993  م) هو لاعب هوكي الجليد كندي، ولد في إدمونتون.

## روابط خارجية
- كولن سميث على موقع دوري الهوكي الوطني (الإنجليزية)
- كولن سميث على موقع EliteProspects.com (الإنجليزية)
- كولن سميث على موقع HockeyDB.com (الإنجليزية)
- كولن سميث على موقع Hockey-Reference.com (الإنجليزية)